# The Blues Brothers Complete
The Blues Brothers Complete è una raccolta dei Blues Brothers pubblicata nel 1998. Include la canzone Excusez moi mon cherie, che era stata editata come B-side del single Soul Man.
L'album è stato ripubblicato nel 2002 con una copertina diversa.

## Tracce

### CD 1
1. Opening: I Can't Turn You Loose - 1:56
2. Everybody Needs Somebody to Love - 3:25
3. Gimme Some Lovin' - 3:07
4. Think - 3:17 (feat. Aretha Franklin)
5. Soul Man - 3:07
6. Soul Finger - 1:48
7. Messin' With the Kid - 2:58
8. Hey Bartender - 2:59
9. (I Got Every Thing I Need) Almost - 2:44
10. Rubber Biscuit - 2:54
11. Shot Gun Blues - 5:24
12. Groove Me - 3:44
13. I Don't Know - 4:14
14. "B" Movie Box Car Blues - 4:06
15. Flip, Flop and Fly - 3:27
16. She Caught the Katy - 4:11
17. Peter Gunn Theme - 3:49

### CD 2
1. Shake a Tail Feather - 2:50 (feat. Ray Charles)
2. The Old Landmark - 3:00 (feat. James Brown)
3. Theme from Rawhide - 2:40
4. Minnie the Moocher - 3:25 (feat. Cab Calloway)
5. Sweet Home Chicago - 7:53
6. Jailhouse Rock - 1:08
7. Who's Making Love - 3:34
8. Do You Love Me - 3:39
9. Guilty - 2:57
10. Perry Mason Theme - 2:30
11. Riot in Cell Block Number Nine - 3:29
12. Green Onions - 5:45
13. I Ain't Got You - 2:44
14. From the Bottom - 3:25
15. Going Back to Miami - 3:17
16. Expressway to Your Heart - 2:41
17. Excusez moi mon cherie - 2:25
18. Closing: I Can't Turn You Loose - 3:57

## Formazione
- "Joliet" Jake Blues – voce
- Elwood Blues – voce, armonica a bocca
- Matt "Guitar" Murphy – chitarra
- Steve "The Colonel" Cropper – chitarra
- Donald "Duck" Dunn – basso
- Paul "The Shiv" Shaffer – tastiere, cori
- Willie "Too Big" Hall – batteria, cori
- Steve "Getdwa" Jordan – batteria, cori
- Lou "Blue Lou" Marini – sassofono
- Tom "Triple Scale" Scott – sassofono
- Tom "Bones" Malone – sassofono, trombone, tromba, cori
- Alan "Mr. Fabulous" Rubin – tromba, cori